# Las Vegas (Nou Mèxic)
Las Vegas és una població dels Estats Units i seu del comtat de San Miguel a l'estat de Nou Mèxic. Segons el cens del 2000 tenia 14.565 habitants.

## Demografia
Segons el cens del 2000, Las Vegas tenia 14.565 habitants, 5.588 habitatges, i 3.559 famílies. La densitat de població era de 748,8 habitants per km².
Dels 5.588 habitatges en un 33% hi vivien nens de menys de 18 anys, en un 36% hi vivien parelles casades, en un 21,2% dones solteres, i en un 36,3% no eren unitats familiars. En el 30,4% dels habitatges hi vivien persones soles el 9,7% de les quals corresponia a persones de 65 anys o més que vivien soles. El nombre mitjà de persones vivint en cada habitatge era de 2,48 i el nombre mitjà de persones que vivien en cada família era de 3,08.
Per edats la població es repartia de la següent manera: un 26,4% tenia menys de 18 anys, un 13,3% entre 18 i 24, un 26,2% entre 25 i 44, un 21,2% de 45 a 60 i un 12,8% 65 anys o més.
L'edat mediana era de 34 anys. Per cada 100 dones de 18 o més anys hi havia 86,2 homes.
La renda mediana per habitatge era de 24.214 $ i la renda mediana per família de 29.797 $. Els homes tenien una renda mediana de 26.319 $ mentre que les dones 21.731 $. La renda per capita de la població era de 12.619 $. Aproximadament el 24,3% de les famílies i el 27,8% de la població estaven per davall del llindar de pobresa.

## Poblacions més properes
El següent diagrama mostra les poblacions més properes.